# دوري السوبر الأوغندي 2006-07
دوري السوبر الأوغندي 2006-07 (بالإنجليزية: 2006–07 Uganda Super League)‏ هو موسم من دوري السوبر الأوغندي. أشرف على تنظيمه اتحاد أوغندا لكرة القدم، وكان عدد الأندية المشاركة فيه 17، وفاز فيه نادي سلطة أوغندا للدخل.